# 三重県営鈴鹿スポーツガーデン
三重県営鈴鹿スポーツガーデン（みえけんえいすずかスポーツガーデン）は、三重県鈴鹿市にある総合スポーツ施設。命名権により「三重交通G スポーツの杜 鈴鹿」ともいう。

## 概要
1992年（平成4年）から段階を追ってオープンし、球技場、プール、テニスコート、体育館等を設けている。指定管理者は三重県スポーツ協会。
2014年（平成26年）10月1日より命名権（ネーミングライツ）導入により、「三重交通G スポーツの杜 鈴鹿」となる。「G」はグループの意味。

## 主要施設

### 水泳場
- 50m競泳プール：10コース、水球兼用、アーティスティックスイミング対応
- 25m競泳プール：7コース
- 飛込プール：アーティスティックスイミング兼用
  - 高飛込台：5m・7.5m・10m
  - 飛板飛込台：1m・3m

### 庭球場
- センターコート：砂入り人工芝、照明設備
  - 観客席：1648席
- 屋内コート：ハードコート4面、照明設備
- 屋外コート：砂入り人工芝16面、照明設備

### サッカー・ラグビー場
メイングラウンドを含めた計5面のグラウンドは全て天然芝であったが、グラウンドコンディション維持の為に利用可能な時間は限られていた。この解消のために第3グラウンドは総事業費は約1億900万円を掛けて2009年（平成21年）4月に人工芝に張り替えられた。この事業は日本サッカー協会の「都道府県フットボールセンター整備助成事業」として4500万円の助成金が交付された。
ジャパンラグビートップリーグに所属するホンダヒート、日本女子サッカーリーグに所属する伊賀フットボールクラブくノ一が公式戦を開催するほか、サッカーの日本フットボールリーグに所属するアトレチコ鈴鹿クラブがホームスタジアムとして使用している（ただしJFL昇格最初の2019年（令和元年）度以後は、大半の主催試合は2021年に予定された三重とこわか国体開催に伴う芝生保護の観点から、主に同市内にある石垣池公園AGF鈴鹿陸上競技場を使用していた）。2022年のJリーグクラブライセンス制度においては、「県営鈴鹿青少年の森」に建設・2023年完成予定のJ3基準を充足するサッカー場開設を前提とした「例外規定」の適用を受けてJ3ライセンス取得を目指したが、最終的にJ3ライセンス交付が認められた 。
また、ヴィアティン三重が日本フットボールリーグに昇格した2017年（平成29年）には準ホームスタジアムとして5試合を行ったが、その年限りで撤退している。
かつては日本プロサッカーリーグ（通称：Jリーグ）の試合も開催されたことがあり、名古屋グランパスが1992年（平成4年）にナビスコカップ1試合、1993年（平成5年）にリーグ戦2試合を開催したほか、2002年（平成14年）にはセレッソ大阪対大分トリニータの試合が開催されている。また、Jサテライトリーグの試合が定期的に開催されていた。 天皇杯 JFA 全日本サッカー選手権大会の会場（1回戦・2回戦）にも使用される。
ラグビーにおいては、ジャパンラグビートップリーグ（2022年1月より「ジャパンラグビーリーグワン」に改組）で鈴鹿市を「ホストタウン」としている三重ホンダヒート（本田技研工業鈴鹿製作所ラグビー部が母体）がホームゲーム会場として使用しているが、1部リーグに参加する場合は「2023年までに15000人以上収容するスタンドの保有が必要」 とされており、ポイントゲッターズ（現：アトレチコ鈴鹿クラブ）のJ3開催充足を含めた基準化へ向けた働きかけを三重県に対して行っているとされていたが、改修計画が進まないうえ、三重ホンダヒートの1試合平均観客動員が3000人程度で興行的な課題が多いこと、またホンダ本社直属の研究機関をはじめ、宇都宮市内を中心とした栃木県内に工場などがあることなどから、2026-27年度シーズン以後、主たるホストタウンを栃木県・スタジアムを栃木県グリーンスタジアム（宇都宮清原工業団地北公園にある専用球技場）に移転することが発表されたが、三重県も「マザータウン」として年数試合を本スタジアムで開催を計画している
。

### サッカー・ラグビー場の設備
- メイングラウンド
  - メインスタンド：3300人収容、座席有り
  - バック・サイドスタンド：8700人収容、芝生席
  - 磁気反転型電光スコアボード
  - 照明設備：500ルクス
- 第1グラウンド：天然芝（ティフトン）
- 第2グラウンド：天然芝（高麗芝）
- 第3グラウンド：人工芝、照明設備（250ルクス）
- 第4グラウンド：天然芝（ティフトン）、照明設備（250ルクス）
- 多目的グラウンド：アーチェリー、フットサル（3面）、グラウンドゴルフ等の利用が可能

### 体育館
- コート
  - バスケットボール：2面
  - バレーボール：2面（最大3面）
  - ハンドボール：1面（36メートル×20メートルで3面）
  - バドミントン：10面
  - 卓球：20台
  - テニス：2面
  - フットサル等の利用が可能
- 観客席：約600席
- 冷暖房完備

### クライミングウォール
- 高さ12m

## 交通アクセス
距離は伊勢鉄道伊勢線「徳田駅」が最も近いが、近鉄名古屋線「白子駅」から路線バスに乗車して行くのが主流である。
鈴鹿市コミュニティバス - 南部地域バス「スポーツガーデン口」バス停から徒歩。

## ギャラリー

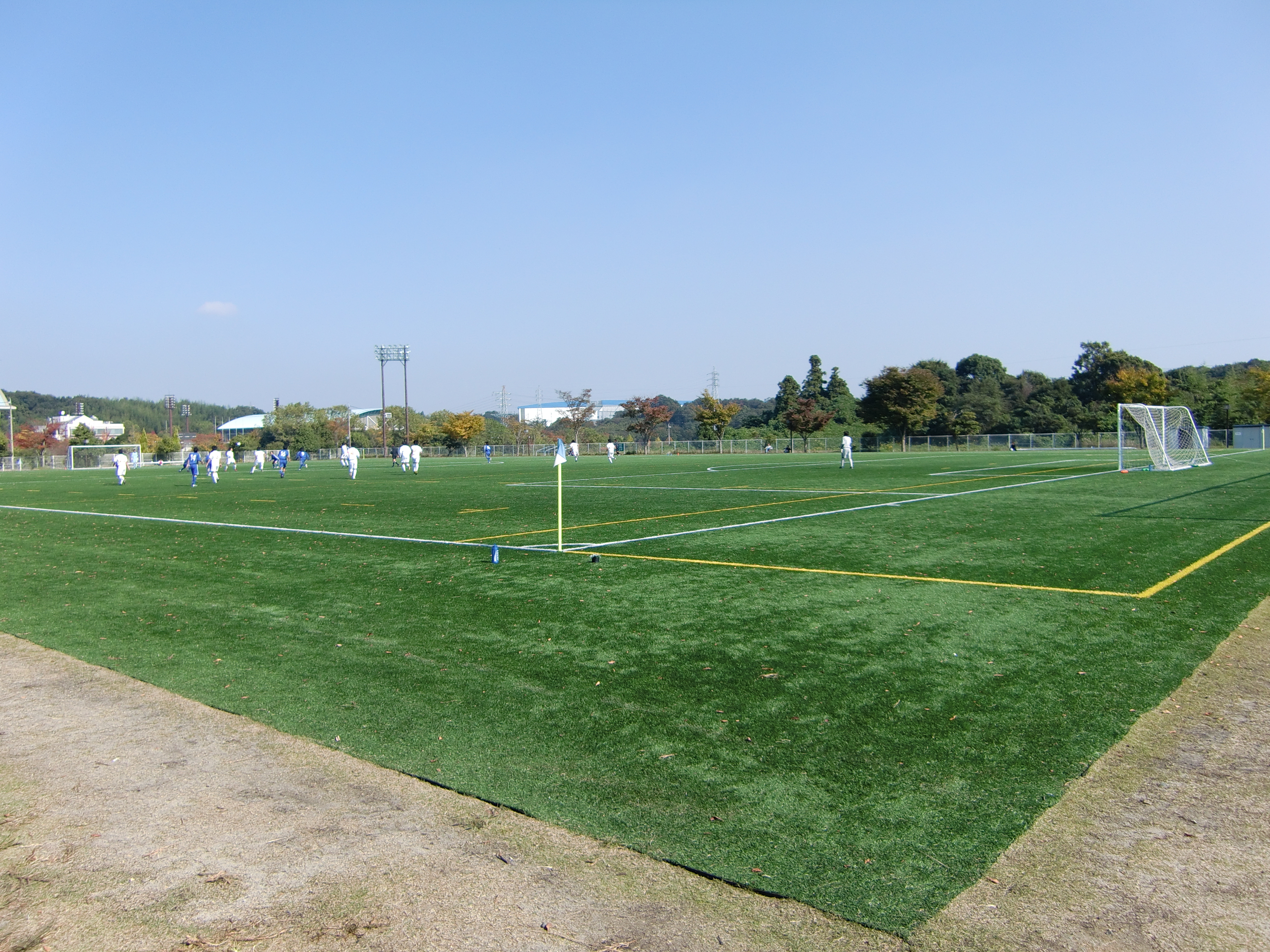
人工芝グラウンド（第3グラウンド）
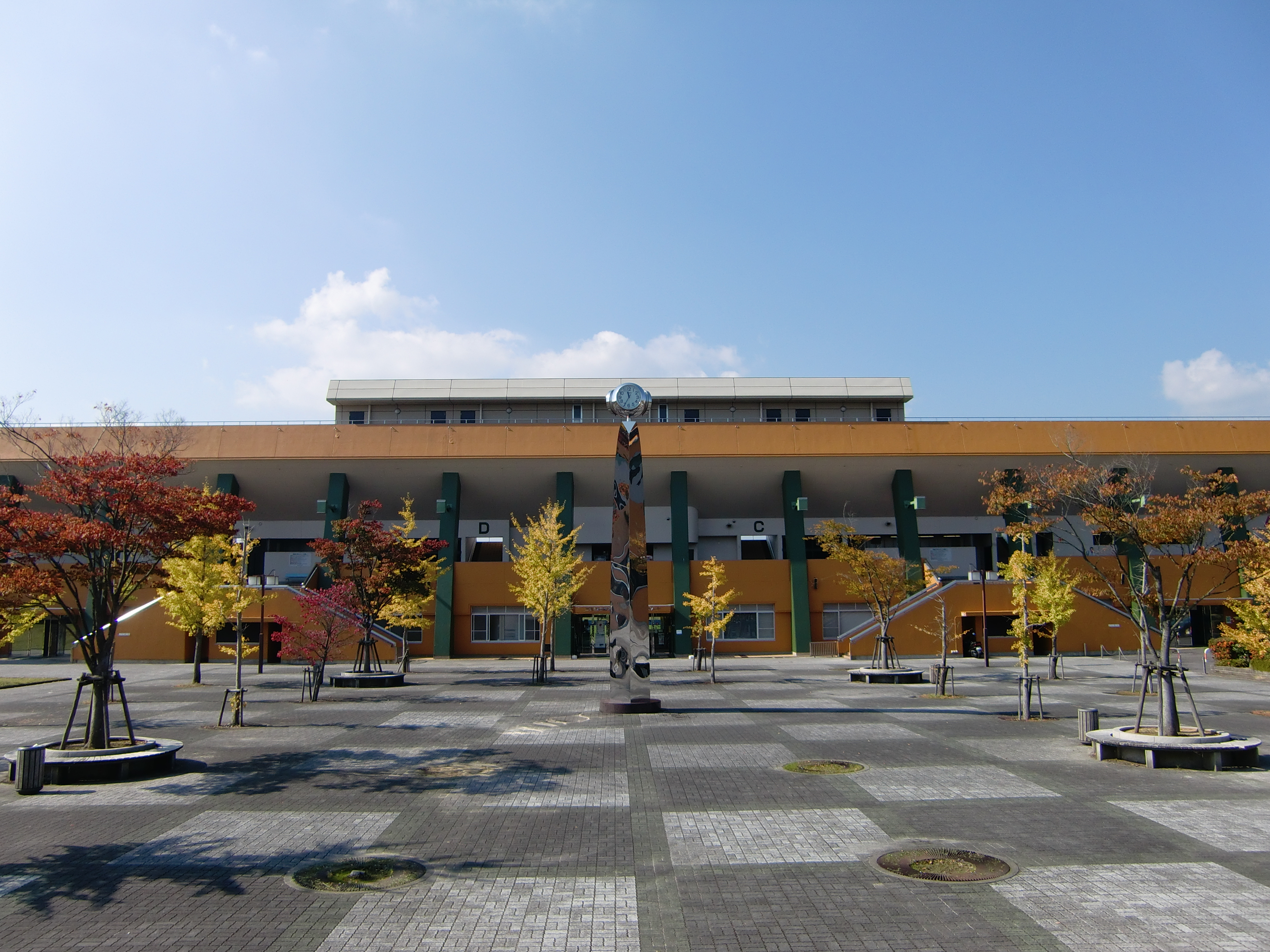
球技場外観
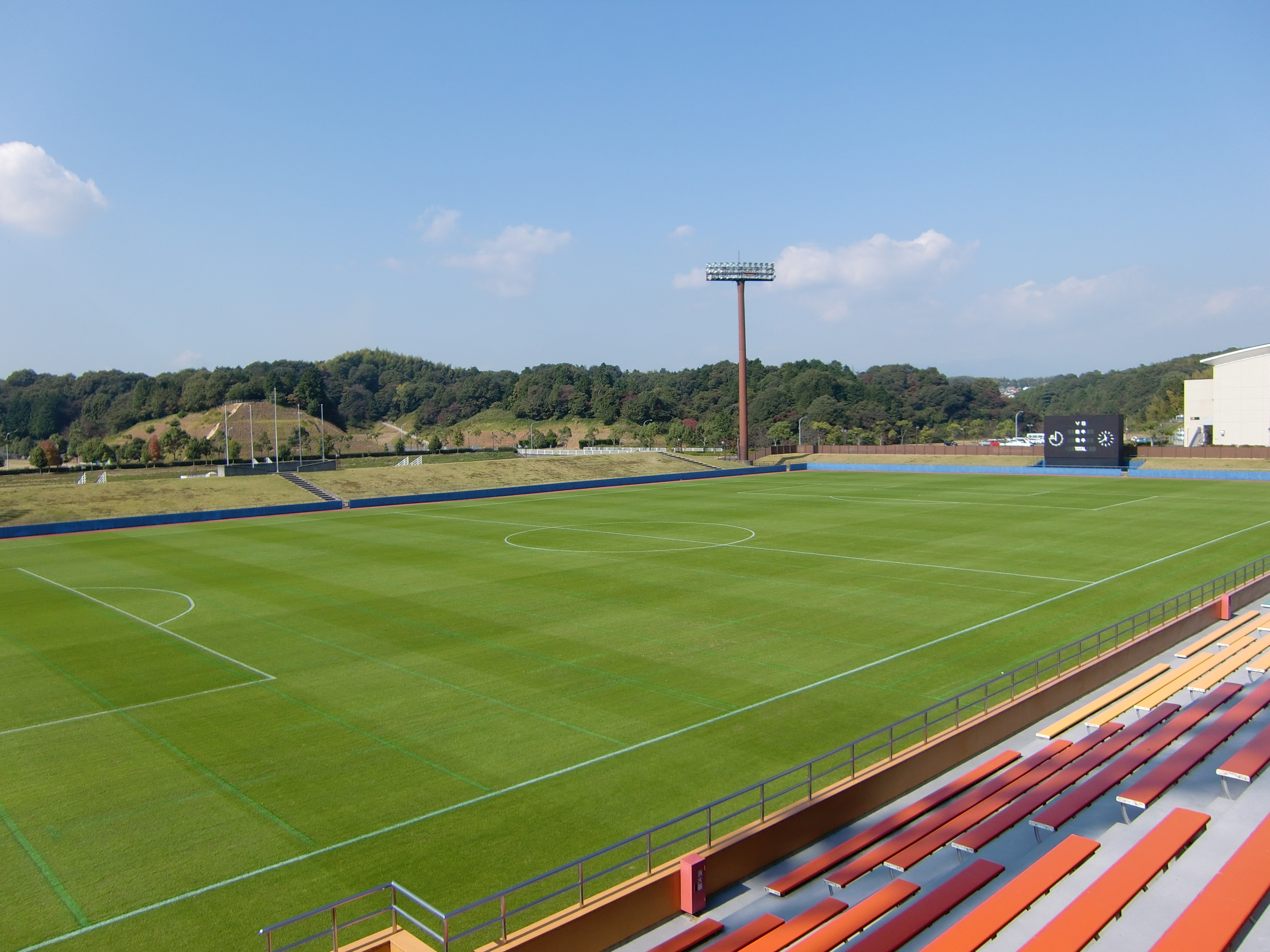
球技場スタンドからピッチを望む